# アランダ・デ・ドゥエロ
アランダ・デ・ドゥエロ（Aranda de Duero）は、スペイン、カスティーリャ・イ・レオン州ブルゴス県のムニシピオ（基礎自治体）。

## 歴史
アランダ・デ・ドゥエロの発祥は、レコンキスタ完了後のキリスト教徒再植民が行われた10世紀に遡る。サンチョ4世時代の13世紀に、アランダ・デ・ドゥエロは独自性を帯びるようになった。ペドロ1世とエンリケ2世時代、王家側についたために特権を授けられた。15世紀から16世紀、アランダ・デ・ドゥエロは繁栄の時代を迎え、当時の贅を尽くした建物が数多く建てられた。
18世紀に始まったボルボン家時代、アランダ・デ・ドゥエロは冷遇され農業（ブドウ栽培）に頼る自治体になった。鉄道が敷かれた19世紀以後、アランダ・デ・ドゥエロは国内での高い水準と名声を獲得した。

## 交通・経済
スペイン南北をつなぐ、マドリード＝イルン間のA-1高速道、マドリード＝ブルゴス間の鉄道路に位置する。
DOリベラ・デル・ドゥエロの名で知られる原産地呼称ワインが生産される。グラクソ・スミスクライン、ミシュランの工場がある。

## 人口
1843年に人口4,122人であったアランダ・デ・ドゥエロは、現在約31,000人の人口を持つ。過去20年間の人口増加割合は鈍く、1987年から2007年までの間に約3000人増加しただけである。
| アランダ・デ・ドゥエロの人口推移 1900－2010             |
|                                                         |
| 出典:INE（スペイン国立統計局）1900年 - 1991年、1996年 - |

## 政治
自治体首長は国民党（PP）ラケル・ゴンサーレス・ベニート（Raquel González Benito）で、自治体評議員は、PP：8、PSOE：7、PCAL：2、IU：2、UPｙD：1、CCD：1（2011年5月22日の自治体選挙結果、得票順）。
| 1999年6月13日自治体選挙 |        |        |          |
| 政党                    | 得票数 | 得票率 | 獲得議席 |
| PP                      | 5,435  | 37.30% | 9        |
| PSOE                    | 5,011  | 34.39% | 8        |
| IU-CYL                  | 1,681  | 11.54% | 2        |
| RAP                     | 1,290  | 8.85%  | 2        |
| TC-PNC                  | 671    | 4.61%  | 0        |

| 2003年5月25日自治体選挙 |        |        |          |
| 政党                    | 得票数 | 得票率 | 獲得議席 |
| PP                      | 6,108  | 37.50% | 9        |
| PSOE                    | 6,075  | 37.30% | 9        |
| TC-PNC                  | 1,384  | 8.50%  | 2        |
| IU-CYL                  | 1,292  | 7.93%  | 1        |
| RAP                     | 561    | 3.44%  | 0        |
| IR                      | 294    | 1.81%  | 0        |

| 2007年5月27日自治体選挙 |        |        |          |
| 政党                    | 得票数 | 得票率 | 獲得議席 |
| PSOE                    | 5,869  | 38.66% | 9        |
| PP                      | 5,412  | 35.65% | 9        |
| IU-LV CYL               | 1,745  | 11.50% | 2        |
| TC                      | 970    | 6.39%  | 1        |
| IR                      | 474    | 3.12%  | 0        |

| 2011年5月22日自治体選挙 |        |        |          |
| 政党                    | 得票数 | 得票率 | 獲得議席 |
| PP                      | 5,593  | 36.67% | 8        |
| PSOE                    | 4,587  | 30.07% | 7        |
| PCAL                    | 1,541  | 10.10% | 2        |
| IUCyL                   | 1,302  | 8.54%  | 2        |
| UPyD                    | 859    | 5.63%  | 1        |
| CCD                     | 828    | 5.43%  | 1        |

### 司法行政
アランダ・デ・ドゥエロはアランダ・デ・ドゥエロ司法管轄区に属し、同管轄区の中心自治体である。

## 史跡
- サンタ・マリーア教会 - ゴシック様式。15世紀
- ビニャスの聖母教会 - 西ゴート時代に前身がつくられた古い教会

## ギャラリー

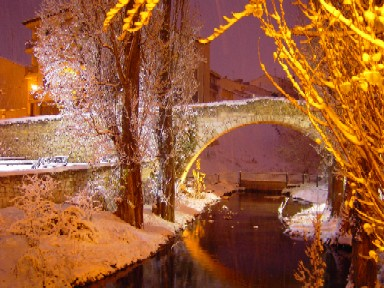
ローマ時代に築かれた橋
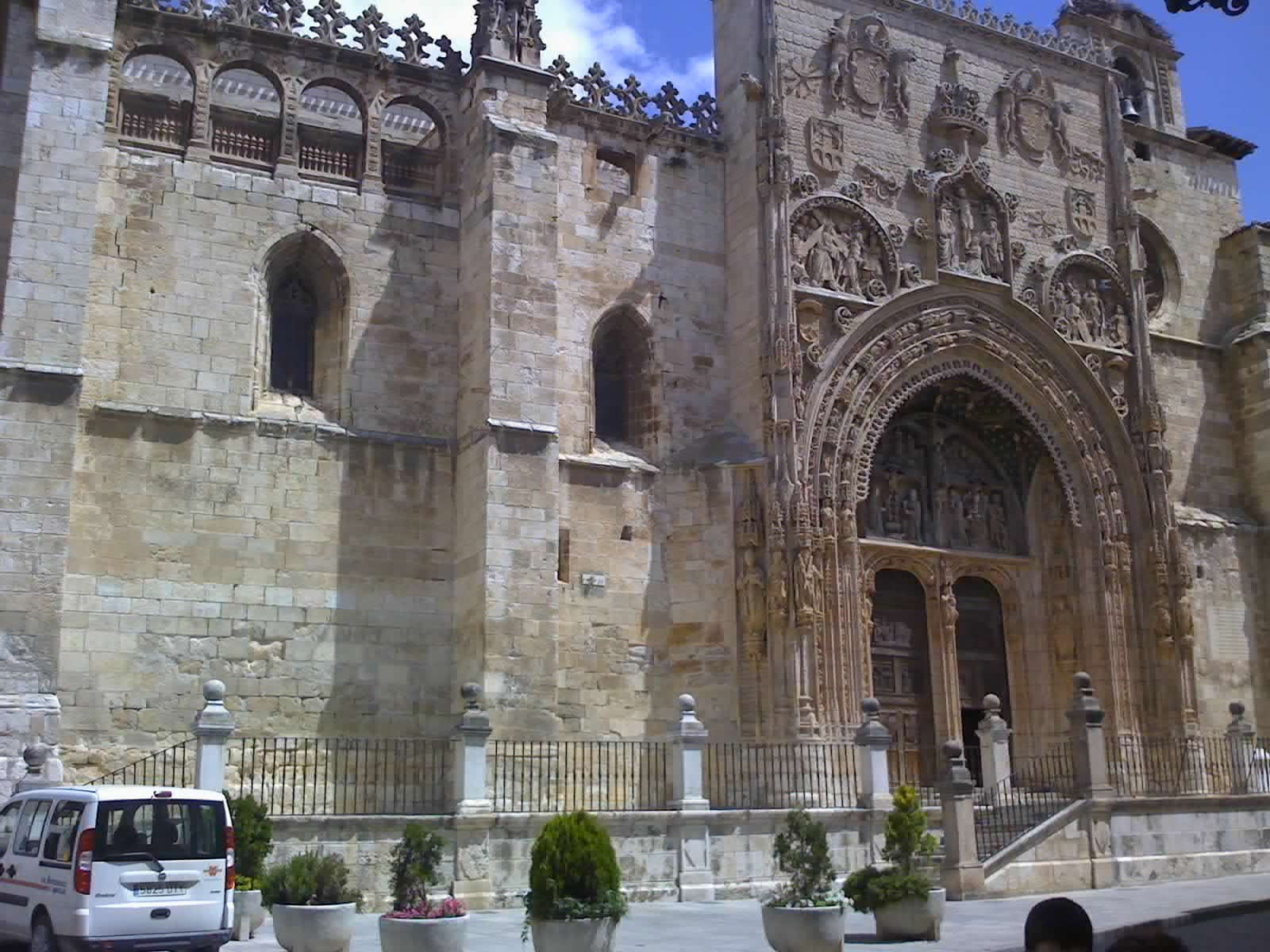
サンタ・マリーア教会
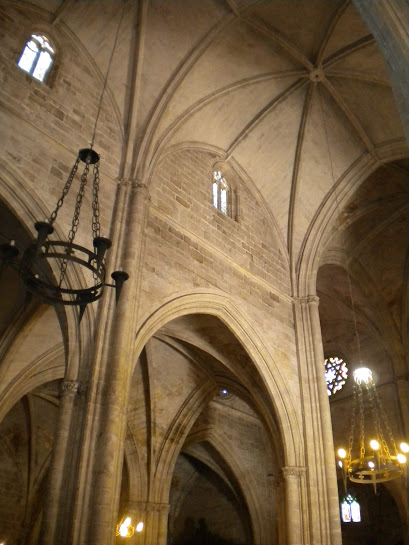
サンタ・マリーア教会
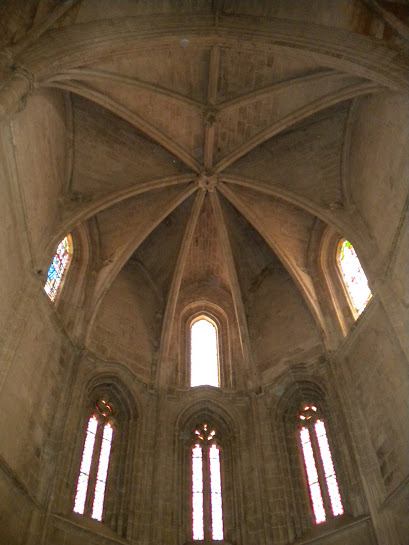
サンタ・マリーア教会

## 姉妹都市
- ミランダ・ド・ドウロ、ポルトガル
- サロン＝ド＝プロヴァンス、フランス
- サンタ・クルス・デ・テネリフェ、スペイン
- ランゲン、ドイツ
- ロモランタン＝ラントネー、フランス